# ブリジット・エンゲラー
ブリジット・エンゲラー（Brigitte Engerer, 1952年10月27日 - 2012年6月23日）は、チュニジア出身のフランスのピアニスト。

## 経歴
チュニスの生まれ。前夫ヤン・ケフェレック（Yann Queffélec）は有名な作家であり、その姉のアンヌ・ケフェレックはピアニスト仲間で、ラ・フォル・ジュルネやラ・フォル・ジュルネ・オ・ジャポン 「熱狂の日」音楽祭で一緒に出演している。
3歳からピアノを始め、9歳でシャンゼリゼ劇場でデビューを飾る。11歳でフランスに移りパリ音楽院でリュセット・デカーヴの指導を受けた。15歳でパリ音楽院で満場一致の一等賞を獲得する。1969年のロン＝ティボー国際コンクールのピアノ部門で第6位を獲得し、モスクワ音楽院に招かれてスタニスラフ・ネイガウスの下で五年間研鑽を積んだ。その後、1978年にエリザベート王妃国際音楽コンクールで第3位となった。カラヤンに見出され、1982年に、ベルリン・フィルハーモニー管弦楽団の創立100周年記念ガラ・コンサートに出演して以降、国際的なピアニストとして活躍していた。晩年は、四手のピアノや二台のピアノの作品でボリス・ベレゾフスキー (ピアニスト)とペアを組んでいた。レパートリーは広かったが、フランツ・リストやシューベルトの録音が多い。
パリで癌により死去。